# Zalaszentjakab
Zalaszentjakab község Zala vármegyében, a Nagykanizsai járásban, a Zalai-dombságban, a Zalaapáti-hát területén.

## Fekvése
Nagykanizsától 15 kilométerre keletre, a 7-es főúttól 2,5 kilométerre délre fekszik, a Galamboktól Nagykanizsa déli külterületeiig vezető 6832-es út mentén. A hazai vasútvonalak közül a települést a Budapest–Murakeresztúr-vasútvonal érinti, melynek egy megállási pontja van itt: Zalaszentjakab vasútállomás.
Érdekesség, hogy a Sopron–Nagykanizsa-vasutat egy 1847-es terv alapján a Sopron–Kőszeg–Szombathely–Rum–Zalaszentgrót–Nagykanizsa-útvonalon kívánták megépíteni úgy, hogy Zalakomár (Komárváros) állomáson csatlakozott volna a Budapest–Nagykanizsa-vasúthoz.

## Története
Szentjakab nevét először 1329-ben említette írásos dokumentum, ekkor Zenthjakab alakban írták. A 12. század végén és a 14. század közepén Chernel comes és utódai birtokolták. A település a török pusztítástól sokat szenvedett, 1644-ben csak „puszta falu”-ként említik az írások. Az adóösszeírásokban csak 1750-től szerepel. Egy 1754-es feljegyzés egy, a falu mellett található templom romjait említi, ez a templom valószínűleg már a 14. század első felében is létezett. 1765-ben a falunak volt egy kevés legelője, egy telekhez 20 hold szántó és 80 szekér rét tartozott, és két forgómalom működött itt. Az 1860-as években kezdődő vasútépítés jó hatással volt a falu fejlődésére.

## Közélete

### Polgármesterei
- 1990–1994: Petrás Zoltán (független)[5]
- 1994–1998: Petrás Zoltán (független)[6]
- 1998–2002: Molnár József (független)[7]
- 2002–2006: Molnár József (független)[8]
- 2006–2010: Molnár József (független)[9]
- 2010–2014: Molnár József (független)[10]
- 2014–2019: Molnár József (független)[11]
- 2019–2024: Molnár József (független)[12]
- 2024– : Molnár József (független)[1]

## Népesség
A település népességének változása:
| Lakosok száma | 321  | 313  | 292  | 253  | 282  | 286  | 299  |
|               | 2013 | 2014 | 2015 | 2021 | 2022 | 2023 | 2024 |

A 2011-es népszámlálás idején a nemzetiségi megoszlás a következő volt: magyar 80,9%, cigány 15,4%, német 3%. A lakosok 75,2%-a római katolikusnak, 2,14% reformátusnak, 4,6% evangélikusnak, 4,3% felekezeten kívülinek vallotta magát (13,4% nem nyilatkozott).
2022-ben a lakosság 87,9%-a vallotta magát magyarnak, 13,5% cigánynak, 3,2% németnek, 0,7% románnak, 0,4% szlováknak, 1,1% egyéb, nem hazai nemzetiségűnek (10,6% nem nyilatkozott; a kettős identitások miatt a végösszeg nagyobb lehet 100%-nál). Vallásuk szerint 50,7% volt római katolikus, 3,2% evangélikus, 2,5% református, 0,4% görög katolikus, 0,7% egyéb katolikus, 1,4% felekezeten kívüli (40,8% nem válaszolt).